# HAŠK Mladost Sveučilišta u Zagrebu
Hrvatski akademski športski klubovi Mladost Sveučilišta u Zagrebu (deutsch Kroatischer Akademischer Sportverein Mladost der Universität Zagreb) oder kurz HAŠK Mladost ist ein Verein mit Schwerpunkt auf Hochschulsport. Der Club wurde 1903 unter dem Namen HAŠK gegründet und nach Kriegsende 1945 aufgelöst zu Gunsten zweier neuer Vereine, die 1946 unter dem Namen Mladost als Studentischer Sportklub zusammengefügt wurden.

## Teilvereine
unter anderen:
- HAOK Mladost Zagreb (Volleyball)
- KHL Mladost Zagreb (Eishockey)
- HAVK Mladost Zagreb (Wasserball)
- HAHK Mladost (Hockey)